# Maria van Baden (1817-1888)
Maria Amalia Elizabeth Caroline (Karlsruhe, 11 oktober 1817 — Baden-Baden, 17 oktober 1888) was prinses van Baden. Ze was de derde dochter en het vijfde kind van groothertog Karel Lodewijk Frederik van Baden en Stéphanie de Beauharnais.
Op 23 februari 1843 huwde zij te Mannheim William Hamilton (Londen, 15 februari 1811 – Parijs, 15 juli 1863), vanaf 1852 11e hertog van Hamilton en 8e hertog van Brandon. Zij kregen drie kinderen:
- William Alexander Louis Stephen Douglas-Hamilton (1845-1895), 12e hertog van Hamilton en 9e hertog van Brandon
- Charles George Douglas-Hamilton (1847-1886), 7e graaf van Selkirk
- Mary Victoria Hamilton (1850-1922)